# Ablaxia robusta
Ablaxia robusta is een vliesvleugelig insect uit de familie Pteromalidae. De wetenschappelijke naam is voor het eerst geldig gepubliceerd in 1978 door Hedqvist.